# Isola Buckingham
L'isola Buckingham è un'isola disabitata del territorio di Nunavut, in Canada.

## Geografia
L'isola è situata nella Baia Norvegese della regione di Qikiqtaaluk e fa parte delle isole della Regina Elisabetta, nell'arcipelago artico canadese.
Si trova a sud-ovest della vicinissima isola Graham e 50 km ad est dell'isola Cornwall. Ha un'ampiezza di circa 10 km ed una superficie complessiva di 137 km².
Il punto più alto dell'isola, che raggiunge i 150 m s.l.m., è nominato monte Windsor. Sia quest'ultimo che l'isola stessa devono il loro nome agli omonimi palazzi reali britannici.